# 진영읍
진영읍(進永邑)은 대한민국 경상남도 김해시의 읍이다. 전국적인 명성의 특산물인 진영단감의 원산지이며, 창원시 근교 지역으로서 개발 수요가 급증하고 있다. 산업 입지, 정주 공간 등 성장 잠재력이 풍부한 지역이며, 교통의 편리함과 유통의 활성화로 먹거리(갈비) 등 소비문화가 중심인 형태를 유지하고 있다. 현재 김해시의 읍과 면 중에서 유일하게 시내 동 지역과 붙어있지 않다.

## 역사
- 1914년 4월 1일 김해군 하계면(下界面)[2] (13면)
- 1928년 4월 1일 진영면으로 개칭하였다.[3]
- 1942년 10월 1일 진영읍으로 승격하였다.[4]
- 1995년 5월 10일 김해시 진영읍[5]

## 행정 구역
- 내룡리
- 방동리
- 본산리
- 설창리
- 시산리
- 신용리
- 여래리
- 우동리
- 의전리
- 좌곤리
- 죽곡리
- 진영리
- 하계리

## 학교
- 금산초
- 진영대흥초
- 진영대창초
- 진영금병초
- 진영장등초
- 진영중앙초
- 진영중
- 한얼중
- 진영장등중
- 진영고

## 주거

### 아파트
| 단지명                          | 건설사         | 시행사         | 주소                        | 입주        | 비고 |
| ------------------------------- | -------------- | -------------- | --------------------------- | ----------- | ---- |
| 중흥S-클래스 1단지              | 중흥건설산업㈜ | 중흥건설산업㈜ | 장등로 55 (진영리)          | 2006년 2월  |      |
| 중흥S-클래스 2단지              | 중흥건설       | 중흥건설       | 장등로19번길 18 (진영리)    | 2006년 1월  |      |
| 중흥S-클래스 리버티 3단지       | 중흥건설       | 중흥건설산업㈜ | 장등로 9 (진영리)           | 2015년 6월  |      |
| 진영2지구 중흥S-클래스 에코시티 | 중흥토건㈜     | ㈜청원개발     | 진산대로 59 (진영리)        | 2019년 3월  |      |
| 진영 자이                       | 지에스건설㈜   | ㈜하이-홈      | 김해대로361번길 31 (진영리) | 2007년 12월 |      |
| 진영 코아루                     | 남광토건       | 한국토지신탁   | 김해대로361번길 34 (진영리) | 2007년 9월  |      |
| 동창원IC 하우스토리             | 남광토건       | 선재디앤씨㈜   | 하계로 9-29 (좌곤리)        | 2008년 11월 |      |

## 출신인물
- 노무현(1946년 9월 1일 ~ 2009년 5월 23일) - 대한민국 제 16대 대통령
- 양상국(1983년 10월 1일 ~ ) - 개그맨